# Олександрівська волость (Старобільський повіт)
Олександрівська волость — історична адміністративно-територіальна одиниця Старобільського повіту Харківської губернії із центром у слободі Олександрівка.
Станом на 1885 рік складалася з 14 поселень, 11 сільських громад. Населення — 5453 особи (2761 чоловічої статі та 2692 — жіночої), 927 дворових господарств.
|                     | Площа, десятин | У тому числі орної, дес. |
| ------------------- | -------------- | ------------------------ |
| Сільських громад    | 3279           | 2185                     |
| Приватної власності | 30338          | 8791                     |
| Іншої власності     | 333            | 163                      |
| Загалом             | 33950          | 11139                    |

Поселення волості станом на 1885:
- Олександрівка (Лозна) — колишня власницька слобода при річці Лозна за 70 верст від повітового міста, 2212 осіб, 430 дворових господарств, православна церква, школа, 3 лавки, 2 постоялих двори, паровий млин, 3 ярмарки на рік.
- Мис Доброї Надії (Карачівка, Лозна) — колишнє власницьке село при річці Лозна, 194 особи, 32 дворових господарства, православна церква.
- Вівчарів (Євтухів) — колишній власницький хутір при річці Лозна, 752 особи, 136 дворових господарств.

Найбільші поселення волості станом на 1914 рік:
- слобода Олександрівка — 3540 мешканців;
- хутір Вівчарів — 1306 мешканців.

Старшиною волості був Микола Петрович Шевцов, волосним писарем — Яків Стефанович Духін, головою волосного суду — Петро Якович Мосієнко.